# Love Story (película)
Love Story (en castellano Historia de amor) es una película romántica de 1970 escrita por Erich Segal basada en su propio best-seller y dirigida por Arthur Hiller. Ha sido considerada una de las películas más románticas de todos los tiempos según el American Film Institute (número 9 de la lista). La película fue protagonizada por Ali MacGraw y Ryan O'Neal y en ella tuvieron papeles más breves el veterano Ray Milland y un joven Tommy Lee Jones. Gracias a su apariencia juvenil, MacGraw logra interpretar a un personaje que tenía 25 años de edad cuando termina la trama de la película, siendo que en realidad la actriz cumplió 32 años en 1970, año en que se produjo la cinta.
Love Story fue seguida por una secuela, Oliver's Story (1978), protagonizada por O'Neal y Candice Bergen. Dicha película sería, años después, la base para la serie de televisión surcoreana Love Rain, (en hangul, 사랑비) también conocida en español como Lluvia de amor, protagonizada por Jang Keun Suk y la cantante Yoona integrante de la banda Girls' Generation. 

## Sinopsis
Oliver Barret IV es un gran deportista y estudiante que proviene de una familia acomodada de destacados egresados de la Universidad de Harvard. Con grandes problemas de desapego a su padre motivados por los sentimientos de inferioridad que este le inspira, la vida de Oliver cambia y se llena de sentido cuando conoce a Jennifer Cavilleri, una extrovertida e interesante estudiante de música a quien llamaban "Jenny". En contra de la voluntad del padre de Oliver, los dos deciden casarse.  Sin el respaldo financiero de la familia de Oliver, la pareja enfrenta serios problemas económicos y se va a vivir a la planta alta de una casa en la calle Oxford del vecindario de Cambridge, muy cerca de la Escuela de Leyes.  Con el apoyo de Jenny quien trabaja como maestra en una escuela privada, Oliver logra cursar la carrera de leyes y la concluye obteniendo el tercer lugar de su clase, lo que a su vez le permite obtener una posición en un renombrado despacho de abogados de Nueva York.
Al contar con un ingreso y una posición estable, Jenny y Oliver, ambos de veinticuatro años de edad, deciden tener un bebé. Al no lograrlo consultan a un especialista, quien después de practicarle varias pruebas a Jenny informa a Oliver que su esposa está gravemente enferma y desahuciada. Aunque nunca se revela explícitamente cual era la enfermedad que Jenny padecía, todo indica que se trataba de leucemia aguda. Siguiendo las indicaciones del médico, Oliver trata de vivir una "vida normal" sin decirle nada a Jenny. Sin embargo ella se entera al confrontarse con el médico que la atendía. Con los días contados, Jenny se somete a un costoso tratamiento el cual en poco tiempo, Oliver ya no puede costear.  Desesperado, Oliver le pide ayuda a su padre. Cuando este le pregunta si necesita el dinero por tener "a alguna chica en problemas", Oliver responde afirmativamente en lugar de contarle a su padre la verdad acerca de la condición de Jenny. Desde su cama de hospital, Jenny hace los preparativos para su funeral con su padre.  Después llama a Oliver. Le dice que no se culpe por nada, y le pide que la abrace antes de morir.
La novela tiene un doble significado del amor, ya que también trata acerca de la relación entre Oliver y su padre. Cuando el señor Barret se da cuenta de que Jenny está enferma y que su hijo le pidió ayuda económica para ella, viaja de inmediato a Nueva York, pero cuando llega, Jenny ya ha muerto. En la puerta del hospital el señor Barret le pide perdón a su hijo, y este le responde con una frase que Jenny a su vez le había dicho durante un problema entre Oliver y ella: "Amar significa no tener que decir nunca perdón"

## Doblaje
| Intérpretes       | Personaje                  | Actor de doblaje                       | Actor de doblaje     |
| ----------------- | -------------------------- | -------------------------------------- | -------------------- |
| Ali MacGraw       | Jennifer "Jenny" Cavalleri | Azucena Rodríguez                      | María Luisa Solá     |
| Ryan O'Neal       | Oliver Barrett IV          | Santiago GilYamil Atala (varios loops) | Antonio García Moral |
| John Marley       | Phillip "Phil" Cavalleri   | Juan Domingo Méndez                    | Felipe Peña          |
| Ray Milland       | Oliver Barrett III         | Víctor Guajardo                        | Rafael Luis Calvo    |
| Russell Nype      | Decano Thompson            | Víctor Alcocer                         | Luis Posada Mendoza  |
| Katharine Balfour | Sra. Barrett               | Magdalena Ruvalcaba                    | Elsa Fábregas        |
| Sydney Walker     | Dr. Shapely                | ???                                    | Arsenio Corsellas    |
| Robert Modica     | Dr. Addison                | ???                                    | Dionisio Macías      |
| Walker Daniels    | Ray Stratton               | José Lavat                             | Ricardo Solans       |
| Tommy Lee Jones   | Hank Simpson               | José María Iglesias                    | Constantino Romero   |

## Producción
Erich Segal originalmente escribió el guion y lo vendió a Paramount Pictures. Mientras se producía la película, Paramount quería que Segal escribiera una novela basada en ella, que se publicaría en el Día de San Valentín para ayudar a publicitar previamente el lanzamiento de la película. Cuando salió la novela, se convirtió en un éxito de ventas por sí sola antes de la película.
El director original fue Larry Peerce. Se retiró y fue reemplazado por Anthony Harvey . Harvey se retiró y fue reemplazado por Arthur Hiller. Jimmy Webb escribió una partitura para la película que no se usó.
El papel principal fue rechazado por Beau Bridges , Michael York y Jon Voight . El actor Ryan O'Neal recibió el papel principal por recomendación de Erich Segal, quien había trabajado con el actor anteriormente ; le pagaron $ 25,000 dólares. 
La canción principal de la película, "(Where Do I Begin?) Love Story" fue un gran éxito, particularmente la interpretación vocal grabada por Andy Williams.

## Lanzamiento
El estreno de Love Story tuvo lugar en el teatro Loews's State I en la ciudad de Nueva York el miércoles 16 de diciembre de 1970.

### Recepción de la crítica
En general, Love Story ha recibido críticas generalmente positivas. Rotten Tomatoes recolectó retrospectivamente críticas de 25 críticos y le dio a la película un puntaje de 68%.
Roger Ebert le dio a la película cuatro de cuatro estrellas y la llamó "infinitamente mejor que el libro", y agregó, "porque Hiller convierte a los amantes en individuos, por supuesto, la conclusión de la película nos conmueve". Charles Champlin de Los Angeles Times también fue positivo, escribiendo que aunque "la trama ha sido honrada muchas veces ... Lo que importa es la revelación: las superficies y las texturas y el encanto de los actores. Y Es difícil ver cómo estas cantidades podrían haberse mejorado significativamente en 'Love Story' ".
La película ocupó el puesto número nueve en la lista de 100 años ... 100 pasiones de AFI , que reconoce las 100 mejores historias de amor en el cine estadounidense . La película también generó un sinfín de imitaciones, parodias y homenajes en innumerables películas, que revitalizó el melodrama en la pantalla y ayudó a establecerla.

### Taquilla
La película fue un éxito de taquilla instantáneo. Se inauguró en dos teatros en la ciudad de Nueva York, Loew's State I y Tower East recaudando $ 128,022 en su primera semana. Se encuentra entre las películas de mayor recaudación en los Estados Unidos y Canadá , con un ingreso bruto de $ 106,397,186. Recaudó 30 millones de dólares adicionales en los mercados internacionales de cine. En el momento del lanzamiento, era la sexta película más taquillera de todos los tiempos en los Estados Unidos y Canadá solo en bruto. Ajustado por la inflación, la película sigue siendo uno de los 40 principales ingresos brutos de todos los tiempos.

### Premios
| Fecha                | Premio                    | Categoría                                                                 | Nominado/a                                     | Resultado |
| -------------------- | ------------------------- | ------------------------------------------------------------------------- | ---------------------------------------------- | --------- |
| 5 de febrero de 1971 | Premios Globo de oro      | Mejor guion                                                               | Erich Segal                                    | Ganador   |
| 5 de febrero de 1971 | Premios Globo de oro      | Mejor película de drama                                                   | Love Story                                     | Ganadora  |
| 5 de febrero de 1971 | Premios Globo de oro      | Mejor actor de Drama                                                      | Ryan O'Neal                                    | Nominado  |
| 5 de febrero de 1971 | Premios Globo de oro      | Mejor actriz de drama                                                     | Ali MacGraw                                    | Ganadora  |
| 5 de febrero de 1971 | Premios Globo de oro      | Mejor director                                                            | Arthur Hiller                                  | Ganador   |
| 5 de febrero de 1971 | Premios Globo de oro      | Mejor actor de reparto                                                    | John Marley                                    | Nominado  |
| 5 de febrero de 1971 | Premios Globo de oro      | Mejor banda sonora                                                        | Francis Lai                                    | Ganador   |
| 15 de abril de 1971  | Premios Oscar             | Mejor película                                                            | Howard G. Minsky                               | Nominado  |
| 15 de abril de 1971  | Premios Oscar             | Mejor director                                                            | Arthur Hiller                                  | Nominado  |
| 15 de abril de 1971  | Premios Oscar             | Mejor actor                                                               | Ryan O'Neal                                    | Nominado  |
| 15 de abril de 1971  | Premios Oscar             | Mejor actriz                                                              | Ali MacGraw                                    | Nominada  |
| 15 de abril de 1971  | Premios Oscar             | Mejor actor de reparto                                                    | John Marley                                    | Nominado  |
| 15 de abril de 1971  | Premios Oscar             | Mejor guion                                                               | Erich Segal                                    | Nominado  |
| 15 de abril de 1971  | Premios Oscar             | Mejor banda sonora                                                        | Francis Lai                                    | Ganador   |
| 29 de junio de 1971  | Premio David de Donatello | Mejor actor extranjero                                                    | Ryan O'Neal                                    | Ganador   |
| 29 de junio de 1971  | Premio David de Donatello | Mejor actriz extranjera                                                   | Ali McGraw                                     | Ganadora  |
| 14 de marzo de 1972  | Premios Grammy            | Mejor composición instrumental                                            | Tema de Love Story (compositor: Francis Lai)   | Nominado  |
| 14 de marzo de 1972  | Premios Grammy            | Mejor puntaje original escrito para una película o especial de televisión | Tema deLove Story (compositor: Francis Lai)    | Nominado  |
| 14 de marzo de 1972  | Premios Grammy            | Mejor interpretación instrumental pop                                     | Tema de Love Story (intérprete: Henry Mancini) | Nominado  |

## Banda sonora
La banda sonora de la película fue lanzada por separado como un álbum y distribuida por Quality Records.

Todas las canciones escritas y compuestas por Francis Lai, except where noted. 
| N.º | Título                                                       | Duración |  |
| 1.  | «Theme from Love Story»                                      | 3:20     |  |
| 2.  | «Snow Frolic»                                                | 2:58     |  |
| 3.  | «Piano Sonata in F major, K. 547a» (Wolfgang Amadeus Mozart) | 2:17     |  |
| 4.  | «I Love You, Phil»                                           | 2:04     |  |
| 5.  | «The Christmas Trees»                                        | 2:48     |  |
| 6.  | «Search for Jenny» (Tema de Love Story)                      | 3:04     |  |
| 7.  | «Bozo Barrett» (Tema de Love Story)                          | 2:43     |  |
| 8.  | «Skating In Central Park» (John Lewis)                       | 3:04     |  |
| 9.  | «The Long Walk Home»                                         | 1:30     |  |
| 10. | «Concerto No. 3 in D Major» (Johann Sebastian Bach)          | 2:35     |  |
| 11. | «Tema de Love Story» (Final)                                 | 3:52     |  |

## En la cultura popular
En 1971, el vigésimo episodio de la cuarta temporada de "The Carol Burnett Show" presentó un despegue de la película llamada "Lovely Story", con Carol Burnett en el papel de MacGraw y Harvey Korman en el papel de O'Neal.
A la protagonista femenina de la película se le atribuye el aumento en el nombre del bebé Jennifer en América del Norte en 1970, lanzándolo al nombre femenino número 1. Ocuparía este puesto durante 14 años.
En 2020, el tema musical de la película se ejecutó durante la procesión fúnebre del general iraní Qasem Soleimani.